# Cratogeomys gymnurus
Espèce
Statut de conservation UICN

 LC  : Préoccupation mineure
Cratogeomys gymnurus est une espèce de Rongeurs de la famille des Géomyidés qui rassemble des gaufres ou rats à poche, c'est-à-dire à abajoues. Elle a été décrite pour la première fois en 1892 par un zoologiste américain, Clinton Hart Merriam (1855-1942). Les recherches génétiques du XXIe siècle tendent à inclure cette espèce que l'on croyait distincte dans Cratogeomys fumosus (Hafner et al. 2004) .

## Liste des sous-espèces
Selon Mammal Species of the World (version 3, 2005)  (5 nov. 2012) :
- sous-espèce Cratogeomys gymnurus gymnurus
- sous-espèce Cratogeomys gymnurus imparilis
- sous-espèce Cratogeomys gymnurus russelli
- sous-espèce Cratogeomys gymnurus tellus